# Vico del Gargano
Vico del Gargano ist eine italienische Gemeinde mit 7290 Einwohnern (Stand 31. Dezember 2023) in der Provinz Foggia in der Region Apulien und wird dem Gebiet des Gargano zugeschrieben. Vico del Gargano ist Mitglied der Vereinigung I borghi più belli d’Italia (Die schönsten Orte Italiens).

## Geografie
Das Stadtgebiet erstreckt sich auf insgesamt 110 km². Der Nationalpark Foresta Umbra gehört zum Stadtgebiet, ebenso der Küstenort San Menaio. Dieser Touristenort ist im Sommer fast ausschließlich von Urlaubern bevölkert und im Winter so gut wie ausgestorben.

## Sehenswürdigkeiten
Für Touristen sind das örtliche Kloster, die vielen kleinen Kirchen und die eindrucksvolle Altstadt sehenswert.

## Wirtschaft
Aufgrund der geringen Industrialisierung der gesamten Region leben die Menschen größtenteils von der Landwirtschaft oder dem Tourismus.

## Sonstiges
Pater Pio (1887–1968), ein inzwischen seliggesprochener katholischer Mönch, war auf dem Weg in das Kloster von Vico del Gargano, als er erkrankte. Aufgrund der Umstände ließ er sich in San Giovanni Rotondo nieder und initiierte daraufhin den Bau eines Krankenhauses, das eigentlich in Vico del Gargano stehen sollte.

## Partnerschaften
- Marchin (Belgien)

Zudem bestehen freundschaftliche Beziehungen zu Marchins Partnergemeinden Senones in Frankreich und Vernio in der Toskana sowie Jettingen in Baden-Württemberg (Partnergemeinde von Senones und Vernio).